# La Venganza de los Ex Brasil (temporada 4)
Artículo Principal: La Venganza de los Ex Brasil
La cuarta temporada de La Venganza de los Ex Brasil, un programa de televisión brasileño de telerrealidad, se estrenó en MTV Brasil el jueves 25 de abril de 2019. La temporada concluyó el 11 de julio de 2019 después de doce episodios. La temporada se filmó en Ilhabela, São Paulo, y fue la primera temporada filmada fuera del Nordeste.

## Reparto
Se reveló reveló la lista de 10 participantes oficiales el 28 de marzo de 2019, la cuán cuenta con cinco hombres solteros; Bruno Mooneyhan , Carlos Gopfert, Cléber Zuffo, Gabriel Aglio , Guilherme Leonel y cinco mujeres solteras; Gabriella Leite, Jhenyfer Dulz, Sarah Fonseca, Tatiana Dias y Yasmin Alves. Tati Dias, quien había participado previamente en la tercera temporada como ex, regresa esta vez como participante original.
- Negrita indica a los participantes originales, el resto son denominados como "ex".

| Episodios | Nombre                | Edad | Procedencia    | Ex                                  |
| --------- | --------------------- | ---- | -------------- | ----------------------------------- |
| 11        | Bruno Mooneyhan       | 29   | Natal          | Ingrid Cardoso                      |
| 12        | Carlos Gopfert        | 32   | Säo Paulo      | Stefani Bays                        |
| 7         | Cléber Zuffo          | 23   | Florianópolis  | Fábia Calazans                      |
| 12        | Gabirella Leite       | 27   | Goiânia        | Miguel Neto, Pedro Calderari        |
| 12        | Gabriel Aglio         | 26   | Niterói        | Ana Carolina Andrade                |
| 12        | Guilherme Leonel      | 27   | Río de Janeiro | Carolina Mattesco                   |
| 12        | Jhenyfer "Bifão" Dulz | 29   | Säo Paulo      | Leonardo Xavier, Luca Colela        |
| 12        | Sarah Fonseca         | 25   | Niterói        | Matheus Crivella                    |
| 12        | Tatiana Dias          | 28   | Säo Paulo      | Luca Colela                         |
| 12        | Yasmin Alves          | 26   | Säo Paulo      | N/A                                 |
|           |                       |      |                |                                     |
| 12        | Fábia Calazans        | 23   | Florianópolis  | Cléber Zuffo                        |
| 11        | Stefani Bays          | 23   | Säo Leopoldo   | Carlos Gopfert                      |
| 11        | Miguel Neto           | 24   | Goiânia        | Gabirella Leite                     |
| 9         | Leonardo Xavier       | 28   | Säo Paulo      | Jhenyfer "Bifão" Dulz, Karina Sousa |
| 8         | Carolina Mattesco     | 27   | Río de Janeiro | Guilherme Leonel                    |
| 5         | Pedro Calderari       | 30   | Río de Janeiro | Gabirella Leite, Laryssa Bottino    |
| 6         | Ana Carolina Andrade  | 20   | Foz do Iguaçu  | Gabriel Aglio                       |
| 6         | Laryssa Bottino       | 21   | Río de Janeiro | Pedro Calderari                     |
| 5         | Matheus Crivella      | 27   | Río de Janeiro | Sarah Fonseca                       |
| 4         | Karina Sousa          | 26   | Säo Paulo      | Leonardo Xavier                     |
| 3         | Ingrid Cardoso        | 24   | Natal          | Bruno Mooneyhan                     |
| 2         | Luca Colela           | 29   | Río de Janeiro | Jhenyfer "Bifão" Dulz, Tatiana Dias |

### Duración del reparto
| Nombre  | Episodios | Episodios | Episodios | Episodios | Episodios | Episodios | Episodios | Episodios | Episodios | Episodios | Episodios | Episodios |
| Nombre  | 1         | 2         | 3         | 4         | 5         | 6         | 7         | 8         | 9         | 10        | 11        | 12        |
| ------- | --------- | --------- | --------- | --------- | --------- | --------- | --------- | --------- | --------- | --------- | --------- | --------- |
| Bifão   |           |           |           |           |           |           |           |           |           |           |           |           |
| Bruno   |           |           |           |           |           |           |           |           |           |           |           |           |
| Carlos  |           |           |           |           |           |           |           |           |           |           |           |           |
| Cleber  |           |           |           |           |           |           |           |           |           |           |           |           |
| Gabi    |           |           |           |           |           |           |           |           |           |           |           |           |
| Gabriel |           |           |           |           |           |           |           |           |           |           |           |           |
| Gui     |           |           |           |           |           |           |           |           |           |           |           |           |
| Sarah   |           |           |           |           |           |           |           |           |           |           |           |           |
| Tati    |           |           |           |           |           |           |           |           |           |           |           |           |
| Yasmin  |           |           |           |           |           |           |           |           |           |           |           |           |
|         |           |           |           |           |           |           |           |           |           |           |           |           |
| Fabia   |           |           |           |           |           |           |           |           |           |           |           |           |
| Miguel  |           |           |           |           |           |           |           |           |           |           |           |           |
| Stefani |           |           |           |           |           |           |           |           |           |           |           |           |
| Leo     |           |           |           |           |           |           |           |           |           |           |           |           |
| Carol   |           |           |           |           |           |           |           |           |           |           |           |           |
| Pedro   |           |           |           |           |           |           |           |           |           |           |           |           |
| Ana     |           |           |           |           |           |           |           |           |           |           |           |           |
| Lary    |           |           |           |           |           |           |           |           |           |           |           |           |
| Matheus |           |           |           |           |           |           |           |           |           |           |           |           |
| Karina  |           |           |           |           |           |           |           |           |           |           |           |           |
| Ingrid  |           |           |           |           |           |           |           |           |           |           |           |           |
| Luca    |           |           |           |           |           |           |           |           |           |           |           |           |

## Episodios
| N.º (total) | N.º (temp.) | Título        | Estreno original    |
| ----------- | ----------- | ------------- | ------------------- |
| 33          | 1           | «Episodio 1»  | 26 de abril de 2019 |
| 34          | 2           | «Episodio 2»  | 2 de mayo de 2019   |
| 35          | 3           | «Episodio 3»  | 9 de mayo de 2019   |
| 36          | 4           | «Episodio 4»  | 16 de mayo de 2019  |
| 37          | 5           | «Episodio 5»  | 23 de mayo de 2019  |
| 38          | 6           | «Episodio 6»  | 30 de mayo de 2019  |
| 39          | 7           | «Episodio 7»  | 6 de junio de 2019  |
| 40          | 8           | «Episodio 8»  | 13 de junio de 2019 |
| 41          | 9           | «Episodio 9»  | 20 de junio de 2019 |
| 42          | 10          | «Episodio 10» | 27 de junio de 2019 |
| 43          | 11          | «Episodio 11» | 4 de junio de 2019  |
| 44          | 12          | «Episodio 12» | 11 de junio de 2019 |